# Początkowe nauczanie religii
Początkowe nauczanie religii (De catechizandis rudibus) – katechetyczne dzieło św. Augustyna. Doktor Kościoła napisał je w okresie między 399 a 405 r., czyli krótko po zostaniu biskupem (396 r.). Była to odpowiedź na prośbę diakona Deogracjasa z Kartaginy. Ze wstępu traktatu dowiadujemy się, że diakon ów zwrócił się o pomoc do Augustyna:

Powiedziałeś bowiem, że często w Kartaginie, gdzie jesteś diakonem, przyprowadzają do ciebie tych, którzy dopiero zaczynają przyswajać sobie wiarę chrześcijańską, gdyż uważany jesteś za mającego zdolność owocnego katechizowania, a także znajomość nauki wiary i słodycz słowa: ty zaś doświadczasz zawsze wewnętrznego cierpienia (angustia), [nie będąc pewnym] w co mamy jako chrześcijanie wierzyć i co należy w zwięzły sposób przekazywać. (1.1. - adres).

## Treść
Dziełko jest podzielone na dwie części.
W pierwszej, czerpiąc z własnego doświadczenia, Augustyn wyjaśnił zasady pierwszej ewangelizacji. Konkretnie, jak wygłaszać – zgodnie z praktyką Kościoła w północnej Afryce IV i V w. – trwającą ok. dwie godziny katechezę dla tych, którzy zdecydowali się rozpocząć katechumenat. Biskup Hippony poruszył trzy grupy tematyczne:
- w rozdziałach 5-6 oraz 8-9 mówił o kandydacie i badaniu jego intencji
- w rozdziałach 3-4 oraz 7 mówił o samej katechezie
- w rozdziałach 2 oraz 10-16 mówił o katechistach.

Augustyn podkreślał, że do skutecznego katechizowania Deogratias potrzebował nie metody, lecz dobrego ducha, aby przekazywać wzbudzającą zadziwienie i zachwyt miłość Bożą.
W drugiej części Augustyn dał dwa przykładowe teksty katechezy, będące praktyczną ilustracją do wcześniejszych uwag. Pierwszy, dłuższy tekst jest zawarty w rozdz. 16-25; drugi, krótszy, w rozdziałach 26-27. Była to katecheza wygłaszana na początku formacji katechumenów, stąd cechowała się prostotą, choć była dosyć długa. Stanowiła otwarcie, swego rodzaju uwerturę, a jednocześnie dawała panoramę całej przyszłej formacji katechumenalnej.
W katechezie Augustyn mówił o jedności dwóch Przymierzy: Starego i Nowego Testamentu i o Historii zbawienia. Poruszył m.in. takie tematy jak:
- O miłości Boga do ludzi jako przyczynie przyjścia Chrystusa na ziemię (4.7)
- Czym jest i jak czytać Pismo Święte
- Cele życiowe człowieka
- O prawdziwym odpoczynku i szczęściu człowieka (16.24)
- O odpoczynku niedzielnym (17.28)
- O stworzeniu świata i człowieka (18.29)
- O raju i upadku człowieka (18.30)
- Starotestamentalne figury sakramentów, jak potop, Jerozolima.
- O śmierci i zmartwychwstaniu Chrystusa
- O wniebowstąpieniu i zesłaniu Ducha Świętego i Nowym Prawie (23.41)
- O prześladowaniach Kościoła i męczeństwie
- O dniu Sądu ostatecznego (24.45)
- O życiu wiecznym świętych

## Znaczenie
Dzieło De catechizandibus rudibus Augustyna inspirowało pedagogów chrześcijańskich w ciągu wieków. W VIII wieku sięgał do niego Alkuin; w XVI w. Erazm z Rotterdamu i reformatorzy protestanccy, a w XX w. Josef Andreas Jungmann i kerygmatyczny ruch odnowy liturgicznej. Jak zauważył William Harmless SJ, przez wieki chrześcijańscy wychowawcy byli pod wrażeniem pedagogicznego zmysłu i wrażliwości psychologicznej Augustyna wyrażonej w dziełku. Dlatego czerpano z niego przede wszystkim ogólne wskazówki na temat wychowania do wiary. W cień zaś usunęło się to, co było głównym tematem biskupa Hippony: ewangelizacja tych, którzy prosili o chrzest (łac. rudes). Książkę Augustyna należy jednak najpierw rozpatrywać w jej oryginalnym kontekście i zgodnie z jej celem: początkowy etap katechumenatu przełomu czwartego i piątego wieku.

## Wydania
- Wydanie krytyczne: De catechizandis rudibus; CCL 46, 115-178, wyd. I.B. Bauer /1969/.
- Polskie tłumaczenie: Początkowe nauczanie religii, przeł. Władysław Budzik, [w:] Augustyn z Hippony, Pisma katechetyczne, Warszawa 1952, s. 1-60.